# فلورنت بالمونت
فلورنت بالمونت (انگلیسی: Florent Balmont؛ زادهٔ ۲ فوریهٔ ۱۹۸۰) بازیکن فوتبال اهل فرانسه است.
از باشگاه‌هایی که در آن بازی کرده‌است می‌توان به باشگاه فوتبال المپیک لیون، باشگاه فوتبال لیل، باشگاه فوتبال نیس، و باشگاه فوتبال تولوز اشاره کرد.